# Simmelsberg
Der Simmelsberg bei Rodenbach im hessischen Landkreis Fulda ist ein 842,7 m ü. NHN hoher Berg in der Rhön – nahe der Grenze zu Bayern.

## Geographie

### Lage
Der Simmelsberg erhebt sich im Naturpark Hessische Rhön und im Biosphärenreservat Rhön. An seinem Nordwestfuß befindet sich Rodenbach. Der Berggipfel liegt rund 2,5 km südöstlich von Gersfeld, 1,8 km südsüdwestlich von Mosbach und 1,8 km (jeweils Luftlinie) östlich von Rengersfeld. Jenseits der nahen bayerischen Grenze liegt Oberweißenbrunn. Auf der Bergsüdflanke entspringt die Brend und auf der Ostflanke der Bach Stecheller, der in das westlich des Berges fließende Sparbroder Wasser mündet.
Nachbarberge und -erhebungen sind der Galgenberg im Norden, die Hohe Hölle (893,8 m) im Osten, der Himmeldunkberg (887,9 m) im Ostsüdosten, der Teufelsberg (844 m) im Südosten, der Reesberg (851,2 m) im Südwesten und der Rodenbacher Küppel (680,2 m) im Nordwesten.

### Naturräumliche Zuordnung
Der Simmelsberg gehört in der naturräumlichen Haupteinheitengruppe Osthessisches Bergland (Nr. 35), in der Haupteinheit Hohe Rhön (354) und in der Untereinheit Südliche Hohe Rhön (354.0) zum Naturraum Dammersfeldrücken (354.00). Nördlich schließt sich in der Haupteinheit Vorder- und Kuppenrhön (353) und in der Untereinheit Kuppenrhön (353.2) der Naturraum Milseburger Kuppenrhön (353.21) an.

## Schutzgebiete und Natur

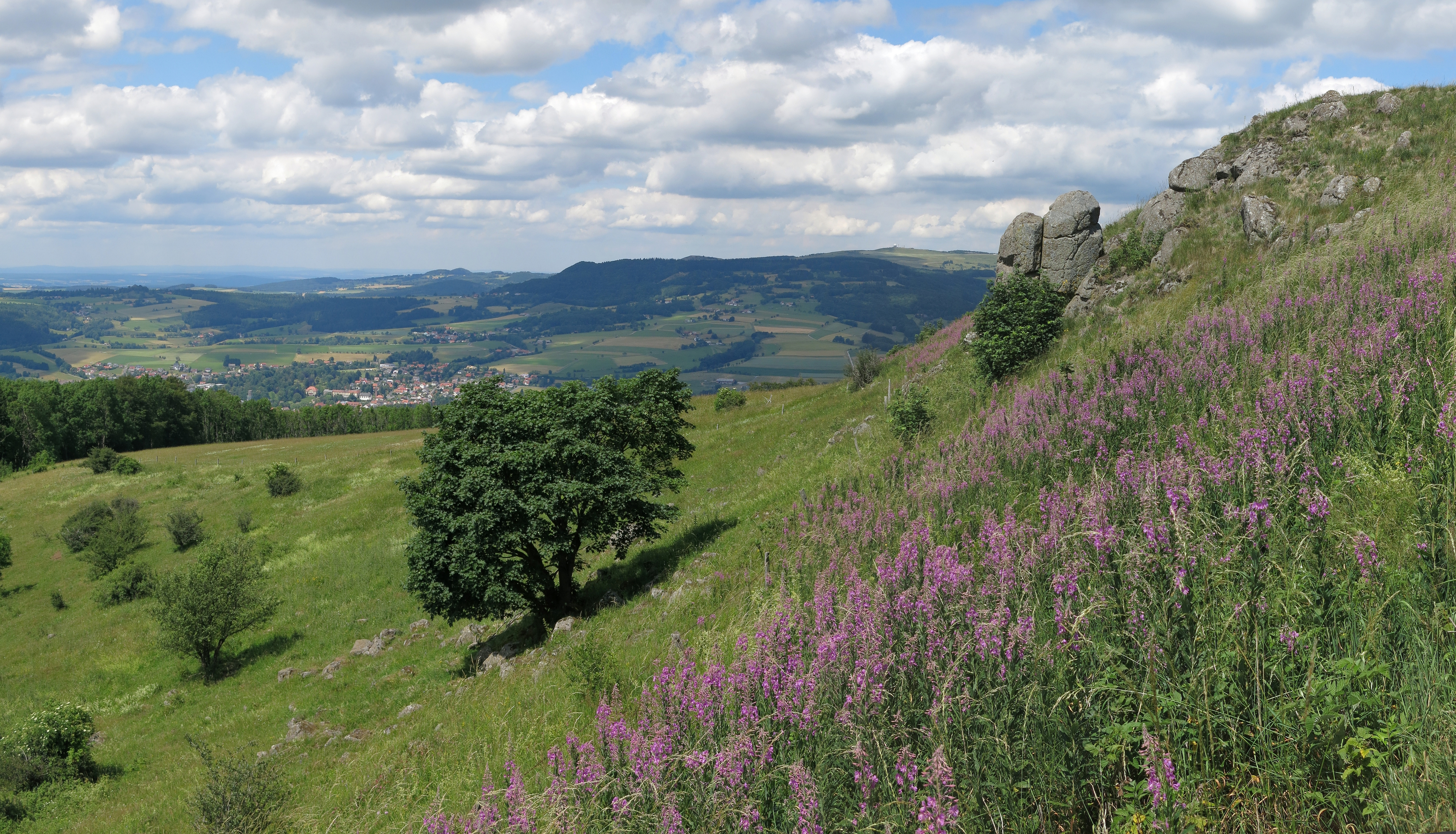
Gipfelbereich im Sommer mit Vorkommen Schmalblättriger Weidenröschen

Auf dem Simmelsberg liegen Teile des Landschaftsschutzgebiets Hohe Rhön (CDDA-Nr. 378482; 1997 ausgewiesen; 44,2 km² groß), des Fauna-Flora-Habitat-Gebiets Hochrhön (FFH-Nr. 5525-351; 48,09 km²) und des Vogelschutzgebiets Hessische Rhön (VSG-Nr. 5425-401; 360,80 km²). Die unteren Flanken des Berges sind weitgehend bewaldet. Von Osten und Südosten reicht der Waldbestand bis in den Gipfelbereich. Der obere Bereich der Nordseite sowie weite Teile der Westflanke sind bis in die höchsten Lagen waldfrei und mit Borstgrasrasen bedeckt.

## Freizeit
Der Simmelsberg ist beliebtes Ziel für Wanderer und Mountainbiker, weil sich von seiner Gipfelregion gute Aussichtsmöglichkeiten bieten, unter anderem auf Gersfeld, zum Heidelstein und zur Wasserkuppe. Bei guter Fernsicht reicht der Blick im Nordwesten bis zum Knüllgebirge und Kellerwald sowie im Westen bis zum Taunus und Vogelsberg. Im Winter ist das Wintersportgebiet Simmelsberg am Osthang des Berges Anziehungspunkt für Touristen. Dort steht die Frankfurter Hütte, ein unbewirtschaftetes Unterkunftshaus für Selbstversorger des Frankfurter Rhönclubs.

## Verkehr und Wandern
Die Bundesstraße 279 führt in ihrem Abschnitt zwischen Gersfeld und Oberweißenbrunn westlich am Simmelsberg vorbei und überwindet bei der Schwedenschanze einen 715 m hohen Gebirgspass. Bei Rodenbach zweigt eine schmale Straße ab, die nördlich um den Simmelsberg herumführt und durch Rodenbach am Dammelhof vorbei nach Mosbach an der Landesstraße 3396 verläuft. Die kürzesten Aufstiege auf den Simmelsberg beginnen bei der Schwedenschanze südlich des Berges oder beim Dammelhof nördlich davon und dauern etwa 40 Minuten. Sie vereinigen sich auf dem Bergsattel zwischen Simmelsberg und Himmeldunkberg bzw. Teufelsberg auf etwa 780 m Höhe und führen dann von Südosten auf den Gipfel.

## Weblink
- Auf dem Simmelsberg – Ausblick vom Simmelsberg (Beschriftung von Sichtzielen zuschaltbar), auf panorama-photo.net